# Hiroshi Nishihara
Pour les articles homonymes, voir Nishihara.
Hiroshi Nishihara (西原寛, Nishihara Hiroshi), né le 21 mars 1955, est un chimiste japonais et professeur de chimie à l'université de Tokyo au Japon. Actuellement, il est chef du département de chimie et du Laboratoire de chimie inorganique à l'université de Tokyo, il est un professeur éminent, chercheur et pionnier dans le domaine de la synthèse et de l'électrochimie des polymères conducteurs de complexes métalliques.
Sa recherche est axée sur la création de nouveaux matériaux électro- et photo-fonctionnels comprenant des métaux de transition et des chaînes π-conjuguées, et sur l'invention des systèmes de transfert d'électrons unidirectionnels utilisant des interfaces de couches moléculaires. Il est actuellement vice-président de la Société électrochimique du Japon et représentant régional du Japon pour la Société internationale d'électrochimie (International Society of Electrochemistry, ISE).

## Éducation et expériences professionnelles
- 1977 Licence (chimie), université de Tokyo
- 1982 Doctorat (chimie), université de Tokyo (Pr Yukiyoshi Sasaki)
- 1982-1990 Chercheur associé, Faculté des sciences et de la technologie, université Keiō (Pr Kunitsugu Aramaki)
- 1987-1989 Associé de recherche, université de Caroline du Nord à Chapel Hill (Pr Royce W. Murray)
- 1990 Maître de conférences, Faculté des sciences et de la technologie, université Keiō
- 1992 Professeur associé, Faculté des sciences et de la technologie, université Keiō (chimie des interfaces)
- 1993-1996 Chercheur, PRESTO (Precursory Research for Embryonic Science and Technology), Japan Science and Technology Agency (JST) (directeur de recherche : Pr K. Honda)
- 1996-présent : Professeur, Département de chimie, École de Science, université de Tokyo (chimie inorganique)

## Centres de recherche
- Chimie de coordination, chimie organométallique, électrochimie, photochimie, nanomatériaux.

## Prix et distinctions
- 1994 : « Young Scholar Lectureship », Société chimique du Japon
- 2003 : Prix de la Société chimique du Japon pour du travail créatif en 2002
- 2005 : « Lectureship » de l'université Bordeaux I
- 2009 : « Professorship » de l'université de Strasbourg
- 2011 : Docteur honoris causa de l'université Bordeaux I en Sciences[1]
- 2012 : « Lectureship » aux « Séries de Conférences émérites » à l'université baptiste de Hong Kong
- 2014 : Membre de la Royal Society of Chemistry
- 2014 : Prix du ministère japonais de l'Éducation, de la Culture, des Sports, des Sciences et de la Technologie (MEXT) de science et technologie 2014

## Revues
- Azo-and quinone-conjugated redox complexes—photo-and proton-coupled intramolecular reactions based on d–π interaction, Kurihara, M. et Nishihara, H., Coordination chemistry reviews, 2002, 226(1), 125-135[2]
- Combination of redox-and photochemistry of azo-conjugated metal complexes. Nishihara, H., Coordination chemistry reviews, 2005, 249(13), 1468-1475[3]
- Construction of redox-and photo-functional molecular systems on electrode surface for application to molecular devices. Nishihara, H., Kanaizuka, K., Nishimori, Y. et Yamanoi, Y., Coordination Chemistry Reviews, 2007, 251(21), 2674-2687[4]
- Photosynthetic hydrogen production Allakhverdiev, S. I., Thavasi, V., Kreslavski, V. D., Zharmukhamedov, S. K., Klimov, V. V., Ramakrishna, S., Losa, D. A., Mimurod, M., Nishiharae, H., Carpentierf, R., Journal of Photochemistry and Photobiology C: Photochemistry Reviews, 2010, 11(2), 101-113.
- Arylethynylanthraquinone and Bis (arylethynyl) anthraquinone: Strong Donor-Acceptor Interaction and Proton-induced Cyclization to Form Pyrylium and Dipyrylium Salts. Sakamoto, R., Rao, K. P. et Nishihara, H., Chemistry Letters, 2011, 40(12), 1316-1326[5]
- Bis (terpyridine) metal complex wires: Excellent long-range electron transfer ability and controllable intrawire redox conduction on silicon electrode. Sakamoto, R., Katagiri, S., Maeda, H. et Nishihara, H., Coordination Chemistry Reviews, 2013, 257(9), 1493-1506.
- Coordination Programming-A Concept for the Creation of Multifunctional Molecular Systems Nishihara, H., Chem. Lett., 2014, 43, 388-395.
- π-Conjugated bis (terpyridine) metal complex molecular wires. Sakamoto, R., Wu, K. H., Matsuoka, R., Maeda, H. et Nishihara, H., Chemical Society Reviews, 2015[6]
- Molecular wires. Guldi, D. M., Nishihara, H. et Venkataraman, L., Chemical Society Reviews, 2015, 44(4), 842-844[7]